# لاري برنارد
لاري برنارد هو لاعب هوكي الجليد كندي، ولد في 16 أبريل 1967.

## وصلات خارجية
- لاري برنارد على موقع دوري الهوكي الوطني (الإنجليزية)
- لاري برنارد على موقع EliteProspects.com (الإنجليزية)
- لاري برنارد على موقع HockeyDB.com (الإنجليزية)